# Granbarkmögelbagge
Granbarkmögelbagge (Enicmus planipennis) är en skalbaggsart som beskrevs av Embrik Strand 1940. Granbarkmögelbagge ingår i släktet Enicmus, och familjen mögelbaggar. Enligt den svenska rödlistan är arten nära hotad i Sverige. Arten förekommer i Götaland, Svealand, Nedre Norrland och Övre Norrland. Artens livsmiljö är skogslandskap.